# Morti nel 1051
| Questa pagina contiene informazioni ricavate automaticamente dalle voci biografiche con l'ausilio del template Bio e di un bot. L'aggiornamento è periodico e automatico e ricostruisce completamente la pagina. Se manca una persona in questa lista, sei pregato di non aggiungerla, ma accertati piuttosto che la sua voce biografica contenga il template Bio e che i dati anagrafici siano correttamente compilati. Se il template Bio manca, inseriscilo tu stesso o, in alternativa, metti l'avviso {{tmp\|Bio}} che ne segnala la mancanza. Se i dati riportati sono sbagliati, correggi direttamente la voce biografica; le modifiche saranno visibili in questa lista entro pochi giorni. Per chiarimenti vedi il progetto biografie. La lista contiene solo le 9 persone che sono citate nell'enciclopedia e per le quali è stato implementato correttamente il template Bio. Pagina aggiornata al 13 gen 2025. |

- 14 marzo - Gerardo I di Cambrai, vescovo cattolico franco
- 26 marzo - Ugo IV del Maine, conte
- 10 agosto - Drogone d'Altavilla, condottiero normanno
- Amedeo I di Savoia, nobile
- Ambrogio II di Arluno, vescovo italiano
- Bernardo I della marca del Nord, nobile tedesco
- Bi Sheng, tipografo e inventore cinese (n. 972)
- Gaitelgrima di Salerno, principessa longobarda (n. 1026)
- Kálfr Árnason, militare norvegese